# A106fgF
A106fgF est un petit astéroïde mesurant entre 2 et 5 mètres qui a peut-être percuté la Terre le 22 janvier 2018 vers 19 heures UTC au-dessus de l'océan Indien. Si impact il y a bien eu, ce serait la troisième fois qu'un impacteur est détecté avant d'entrer dans l'atmosphère terrestre, après 2008 TC3 et 2014 AA. Cependant, le petit corps pourrait aussi avoir manqué la Terre de plus d'une distance lunaire.
A106fgF a été détecté par ATLAS environ 12 heures avant l'impact potentiel et a pu être suivi pendant environ 40 minutes, après quoi il n'a pas été revu. Si l'astéroïde a bien percuté la Terre, il a dû être détecté par les détecteurs d'infrasons. Dans le cas contraire, il est devenu inobservable car trop proche du Soleil.